# Landsplanlægning i Danmark
Ved landsplanlægning forstås en indsats fra regeringens og Folketingets side med henblik på at styre stedlige tiltag på arealanvendelsesområdet på den måde, der er bedst i overensstemmelse med helhedens interesser.

## Baggrund
Landsplanlægning er forholdsvis nyt i Danmark. De tidligste tiltag med henblik på gennemførelsen af en landsplanlægning blev taget allerede omkring 1960 ved oprettelsen af et rådgivende Landsplanudvalg med tilhørende sekretariat (LPUS, senere LPS). Landsplanudvalget lod udarbejde Zoneplanen, en foreløbig oversigt over fordelingen af byudviklingsinteresser, sommerhus- og fritidsinteresser samt landbrugsinteresser, men udover en høring fik Zoneplanen ingen videre betydning.
I 1974 tog Landsplansekretariatet et nyt initiativ i form af publikationen "Arealplanlægning – status og problemstillinger". Heri redegjordes mere udførligt for:
1. befolknings- og byudviklingen, herunder skitser til en centerstruktur,
2. byvækstens fordeling på bystørrelser,
3. fritidsarealernes arealbehov (herunder sommerhusområder og campingpladser),
4. industriens beliggenhedskrav,
5. veje (herunder planlagte motorveje), jernbaner, lufthavne og flyvepladser, godshavne, kraftværker, naturgasnet (som da kun var i sin vorden), olieledninger og olieraffinaderier samt problemstillingen omkring transportkorridorer,
6. spildevandsanlæg og affaldsbehandling,
7. forsvarets arealbehov,
8. landbrugets arealinteresser,
9. skovbrugets arealer,
10. råstofudvindingsområder,
11. vandindvindingsområder,
12. forsknings- og undervisningsinteresser,
13. fredningsinteresser,

ligesom der blev gjort forsøg på at påvise de mulige interessekonflikter mellem de enkelte sektorer indbyrdes. Men heller ikke ved denne lejlighed kom det til et egentligt landsplanarbejde.
Regler om landsplanlægning blev først indført i 1997 og styrket væsentligt med kommunalreformen i 2007. Landsplanlægningen kan komme til udtryk gennem:
1. redegørelser,
2. bindende retningslinjer (landsplandirektiver),
3. vejledninger og
4. indgriben i den lokale planlægning for emner og projekter, som har international, national eller regional interesse.

## Rådighedsmidler
Blandt de rådighedsmidler der kan tages i brug ved landsplanlægningen kan nævnes:
1. Særlige regler i planloven,
2. Landsplanredegørelser,
3. Et landsplandirektiv for hovedstadsområdet,
4. Andre landsplandirektiver,
5. Indsigelser og påbud,
6. Oversigter over statslige interesser i kommuneplanlægningen,
7. Information og vejledning til kommunerne.

## Landsplanredegørelse
Efter planloven skal miljøministeren efter hvert folketingsvalg afgive en redegørelse om landsplanarbejdet til brug for den regionale udviklingsplanlægning og kommuneplanlægningen. Redegørelsen skal endvidere omfatte de særlige forhold af betydning for planlægningen i hovedstadsområdet.
Landsplanredegørelsen fremlægges i princippet som et forslag med mulige alternativer, og der inviteres til offentlig debat, inden ministeren på regeringens vegne afgiver den endelige redegørelse. Der er udviklet en tradition for, at Folketinget tager en debat om landsplanredegørelsen. Landsplanredegørelser indeholder visioner og perspektiver for aktuelle plantemaer suppleret med et handlingsprogram for opfølgningen. Heri indgår projektsamarbejder med kommuner og den private sektor.

## Oversigter over statslige interesser
Efter planloven skal miljøministeren hvert fjerde år offentliggøre en oversigt over statslige interesser i kommuneplanlægningen. Oversigten indeholder et overblik over de interesser og hensyn, som stammer fra politisk vedtagne beslutninger i form af lovgivning, handlingsplaner, sektorplaner, landsplanbeslutninger samt aftaler mellem myndigheder. Den første oversigt af denne art blev udsendt i november 2006.

## Natur- og miljøpolitiske redegørelser
Ligeledes afgiver miljøministeren skal mindst hvert fjerde år en eller flere rapporter om miljøtilstanden i Danmark samt natur- og miljøpolitikken. Landsdækkende miljø-, erhvervs-, arbejdsmarkeds- og forbrugerorganisationer inddrages i forbindelse hermed. Ministeren afgiver tillige til Folketingets Miljø- og Planlægningsudvalg en redegørelse for det lokale Agenda 21-arbejde.

## Nationalparker
Lov om nationalparker giver miljøministeren mulighed for at oprette nationalparker. Reglerne fastsættes i en bekendtgørelse, som kan indeholde regler om begrænsning af kommunernes kompetence til at planlægge inden for nationalparkens område. Der skal udarbejdes en nationalparkplan, som ikke må stride mod den regionale udviklingsplan, kommuneplaner eller lokalplaner.

## Detailhandelsredegørelse
Lidt specielt afgiver miljøministeren hvert fjerde år give en redegørelse til Folketingets Miljø- og Planlægningsudvalg om planlægningen af arealer til butiksformål. Desuden lader miljøministeren udarbejde landsplandirektiver om dette sagsområde til brug for de kommuner, hvor en sådan regulering anses for fornøden.

## Landsplandirektiver
Miljøministeren kan fastsætte bindende regler for indholdet af planlægningen efter loven i form af landsplandirektiver. På den måde kan regeringen bane vej for både konkrete projekter og for en bestemt udvikling. Landsplandirektiver kan benyttes til at lokalisere en konkret samfundsmæssig nødvendig aktivitet og de kan erstatte kommune- og lokalplanlægningen. Eksempler på udformede landsplandirektiver er udlæg af nye sommerhusområder i kystnærhedszonen, linjeføring for gas- og el-ledninger samt placering af nationale prøvestationer for vindmøller.

## Hovedstadsområdets planlægning
Planloven indeholder et krav om, at miljøministeren skal fastsætte nærmere regler for planlægningen i hovedstadsområdet. Det sker i form af et landsplandirektiv. Ministeren har ladet udarbejde et sådant landsplandirektiv: ”Fingerplan 2007”.

## Indsigelse og påbud
Miljøministeren har pligt til på samtlige ministres vegne at forhindre den endelige vedtagelse af et forslag til kommuneplan med en indsigelse, hvis forslaget ikke er i overensstemmelse med overordnede interesser. Ministeren skal gøre indsigelse i løbet af offentlighedsperioden, og indsigelsen medfører, at kommunalbestyrelsen ikke kan vedtage forslaget, før der er opnået enighed om indholdet i planforslaget.
Samtlige kommuneplanforslag behandles i et statsligt embedsmandsudvalg i løbet af offentlighedsperioden for at samordne statens synspunkter. Det er nu ved en decentralisering Miljøministeriets "miljøcentre" i Århus, Odense og Roskilde, der koordinerer og fremsætter eventuelle indsigelser.
Statslige myndigheder kan desuden hver for sig fremsætte indsigelser med vetovirkning overfor lokalplanforslag ud fra de særlige hensyn, myndigheden varetager. Hvis myndigheden og kommunen ikke kan blive enige indbyrdes, afgøres uenigheden af Miljøministeriets miljøcentre.
Miljøministeren kan desuden pålægge en kommunalbestyrelse at udarbejde en plan med et nærmere bestemt indhold. I særlige tilfælde kan miljøministeren overtage kommunens kompetence og selv træffe afgørelse i en konkret plansag. Disse muligheder bruges kun meget sjældent, når særlige nationale interesser gør det nødvendigt at gøre indgreb i den kommunale kompetence.

## Hensynet til internationalt plansamarbejde
Udviklingen i Danmark er i stigende grad påvirket og afhængig af udviklingen og planlægningen dels i vore nabolande, dels i det øvrige EU. Det internationale myndighedssamarbejde sker især gennem EU’s samarbejde på planministerområdet med arbejdsgrupper om især regionalpolitik, byudvikling og miljø, gennem regionalt samarbejde i Østersøområdet (VASAB) og i Nordsøområdet om forskellige projekter under Interregprogrammerne samt gennem samarbejdet mellem de nordiske plan og regionalministre.

## Vejledninger
Vejledninger anvendes som en vigtig del af landsplanlægningen. Der udsendes løbende vejledninger om fortolkning af loven fx vejledninger om kommuneplanlægning, landzoneadministration, lokalplanlægning og miljøvurdering.
Andre vejledninger kan give inspiration til lokalplanlægningen, inddragelse af miljøhensyn, varetagelse af landskabshensyn eller strategier for kommuneplanlægningen. Miljøministeriet formidler også ideer og erfaringer på sin hjemmeside, ved kurser og ved foredrag.